# کوربریج
latitudeکوربریجlongitudeکوربریج 
کوربریج (به انگلیسی: Corbridge) یک منطقهٔ مسکونی در انگلستان است که در شمال شرقی انگلستان واقع شده‌است.

## خصوصیات
کوربریج ۳٬۵۰۰ نفر جمعیت دارد.